# اکبر فریار
اکبر فریار (زاده ۱۳۲۰ در اردبیل) نویسنده ایرانی است. 
او برای نگارش کتاب ناتوانی‌های یادگیری: اصول نظری تشخیص و راهبردهای آموزشی برگزیدهٔ چهارمین دورهٔ کتاب سال ایران شد.